# Olexandr Ponomariov
Oleksandr Ponomariov (în ucraineană Олександр Пономарьов; n. 9 august 1973) este unul dintre cei mai populari cântăreți din Ucraina. A obținut premiul național "Cântărețul anului" de șapte ori. Și-a reprezentat țara la Eurovision 2003, clasându-se pe locul 14.